# Давід Карму
Давід Карму (порт. David Carmo, нар. 19 липня 1999, Авейру) — португальський і ангольський футболіст, центральний захисник англійського клубу «Ноттінгем Форест» і збірної Анголи. На умовах оренди виступає за грецький «Олімпіакос».

## Клубна кар'єра
Народився 19 липня 1999 року в місті Авейру. Починав займатися футболом у системі клубу «Бейра-Мар». Згодом змінив низку дитячих команд, врешті-решт 2015 року потрапивши до академії «Браги».
З 2018 року грає за другу команду «Браги», а по ходу сезону 2019/20 габаритний захисник почав регулярно залучатися до матчів  основної команду клубу з Браги.
В серпні 2024 року Карму перейшов до англійського клубу «Ноттінгем Форест», з яким підписав п'ятирічний контракт. Але до літа 2025 року залишився в складі «Олімпіакоса» на правах оренди.

## Виступи за збірну
2018 року виступав за юнацьку збірну Португалії (U-19), у складі якої став переможцем тогорічного юнацького чемпіонату Європи.
12 березня 2024 року вперше викликаний до збірної Анголи для участі в товариських матчах проти збірних Марокко та Коморських Островів. 22 березня дебютував за збірну Анголи, вийшовши в стартовому складі в поєдинку з Марокко і відзначився автоголом, який приніс перемогу марокканцям з мінімальним рахунком 0–1.

## Статистика виступів

### Статистика клубних виступів
Станом на 9 лютого 2020
| Сезон             | Команда           | Чемпіонат         | Чемпіонат | Чемпіонат | Національний кубок | Національний кубок | Національний кубок | Континентальні кубки | Континентальні кубки | Континентальні кубки | Інші змагання | Інші змагання | Інші змагання | Усього | Усього | Усього |
| Сезон             | Команда           | Ліга              | Ігор      | Голів     | Ліга               | Ігор               | Голів              | Ліга                 | Ігор                 | Голів                | Ліга          | Ігор          | Голів         | Ігор   | Голів  |        |
| ----------------- | ----------------- | ----------------- | --------- | --------- | ------------------ | ------------------ | ------------------ | -------------------- | -------------------- | -------------------- | ------------- | ------------- | ------------- | ------ | ------ | ------ |
| 2018–19           | «Брага Б»         | 2Д                | 27        | 0         |                    | -                  | -                  |                      | -                    | -                    |               | -             | -             | 27     | 0      |        |
| 2019–20           | «Брага Б»         | 3Д                | 13        | 2         |                    | -                  | -                  |                      | -                    | -                    |               | -             | -             | 13     | 2      |        |
| 2019–20           | «Брага»           | ПЛ                | 12        | 0         | КП+КЛ              | 0                  | 0                  | ЛЄ                   | 0                    | 0                    |               | -             | -             | 4      | 0      |        |
| Усього за кар'єру | Усього за кар'єру | Усього за кар'єру | 44        | 2         |                    | 0                  | 0                  |                      | 0                    | 0                    |               | -             | -             | 44     | 2      |        |

## Досягнення
- Володар Кубка Португалії (2):

«Брага»: 2020-21, 2022-23
- Володар Суперкубка Португалії (2):

«Порту»: 2022, 2024
- Володар Кубка португальської ліги (1):

«Порту»: 2022-23
- Чемпіон Греції (1):

«Олімпіакос»: 2024-25
- Володар Кубка Греції (1):

«Олімпіакос»: 2024-25
- Переможець Ліги конференцій УЄФА (1):

«Олімпіакос»: 2023-24
Збірні
- Чемпіон Європи (U-19): 2018